# Agrotis blanchardii
Agrotis blanchardii är en fjärilsart som beskrevs av Berg 1882. Agrotis blanchardii ingår i släktet Agrotis och familjen nattflyn. Inga underarter finns listade i Catalogue of Life.